# Highland Park (Floryda)
Highland Park – wieś w Stanach Zjednoczonych, w stanie Floryda, w hrabstwie Polk.